# 秋山利恭
秋山 利恭（あきやま としちか、1901年〈明治34年〉6月12日 - 1981年〈昭和56年〉3月30日）は、昭和期の実業家、政治家。衆議院議員（4期）。

## 経歴
奈良県出身。1926年（大正15年）東京農業大学を卒業した。
東洋製糖取締役、東和醸造監査役、全国農業共済協会顧問、奈良県花卉園芸組合連合会長、奈良県至誠会顧問、奈良県農地解放者同盟会長などを務めた。
1952年（昭和27年）10月の第25回衆議院議員総選挙に奈良県全県区から立候補して当選した。その後、26回、28回、第29回総選挙でも当選し、衆議院議員に通算4期在任した。自由民主党に所属して、自民党奈良連合会顧問、第1次池田内閣大蔵政務次官などを務めた。
その他、東京農業大学校友会会長、秋山産業会長などを務めた。
1971年（昭和46年）11月の秋の叙勲で勲三等に叙され、旭日中綬章を受章する。
1981年3月30日、脳血栓のため、橿原市の奈良県立医科大学附属病院で死去した。79歳没。同年4月3日、特旨を以て位記を追賜され、死没日付をもって正五位に叙された。